# Ананке (мифология)
Ана́нке, Ана́нка (др.-греч. Ἀνάγκη, «неизбежность, судьба, нужда, необходимость») — в древнегреческой мифологии божество необходимости, неизбежности, персонификация рока, судьбы и предопределённости свыше.
Была почитаема в орфических верованиях.
Ананке близка Адрастее и Дике.
По орфикам, дочь Афродиты Урании. Согласно им же и Платону, мать мойр (от Зевса). Согласно Плутарху, родила Адрастею от Зевса.
Её храм находился в Коринфе.
Согласно Платону, между колен Ананке вращается веретено, ось которого — мировая ось, мойры же время от времени помогают вращению.
Представление об Ананке ясно отразилось в «Прометее» Эсхила (жертва Ананке — Прометей); сюда же относится: преследование эриниями матереубийцы Ореста в трагедии «Эвмениды», проклятие семьи Эдипа и его страшные невольные преступления в недошедшей трагедии Эсхила, а особенно в трагедиях Софокла «Эдип-царь» и «Эдип в Колоне».
В десятой книге Платона «Государство» фигурирует веретено Ананке, о котором говорится в тексте, завершающим повествование.
Слово «ананке» фигурирует в романе «Собор Парижской Богоматери» Виктора Гюго: Клод Фролло, один из главных персонажей романа, пишет его на стене собора.
Слово также упоминается в сборнике стихотворений Гюго «Все струны лиры» как символ любви. Ещё раз Гюго обращается к нему в романе «Труженики моря»: 

Тройственное ананке правит нами: ананке догматов, ананке законов, ананке слепой материи. В «Соборе Парижской Богоматери» автор возвестил о первом, в «Отверженных» указал на второе, в этой книге он говорит о третьем.